# Mauranthemum
 Mauranthemum   Vogt. & Oberpr., 1995 è un genere di piante angiosperme dicotiledoni della famiglia delle Asteraceae, sottofamiglia Asteroideae, tribù Anthemideae (Mediterranean clade) e sottotribù Leucantheminae.

## Etimologia
Il nome del genere deriva dalla Mauritania o, più in generale, dal Nord Africa, in particolare dal Marocco. La seconda parte del nome deriva da una parola greca ”anthemum” (= fiore).
Il nome scientifico del genere è stato definito dai botanici Robert M. Vogt (1957-) e Christoph Oberprieler (1964-) nella pubblicazione " Taxon; Official News Bulletin of the International Society for Plant Taxonomy. Utrecht" ( Taxon 44(3): 377) del 1995.

## Descrizione

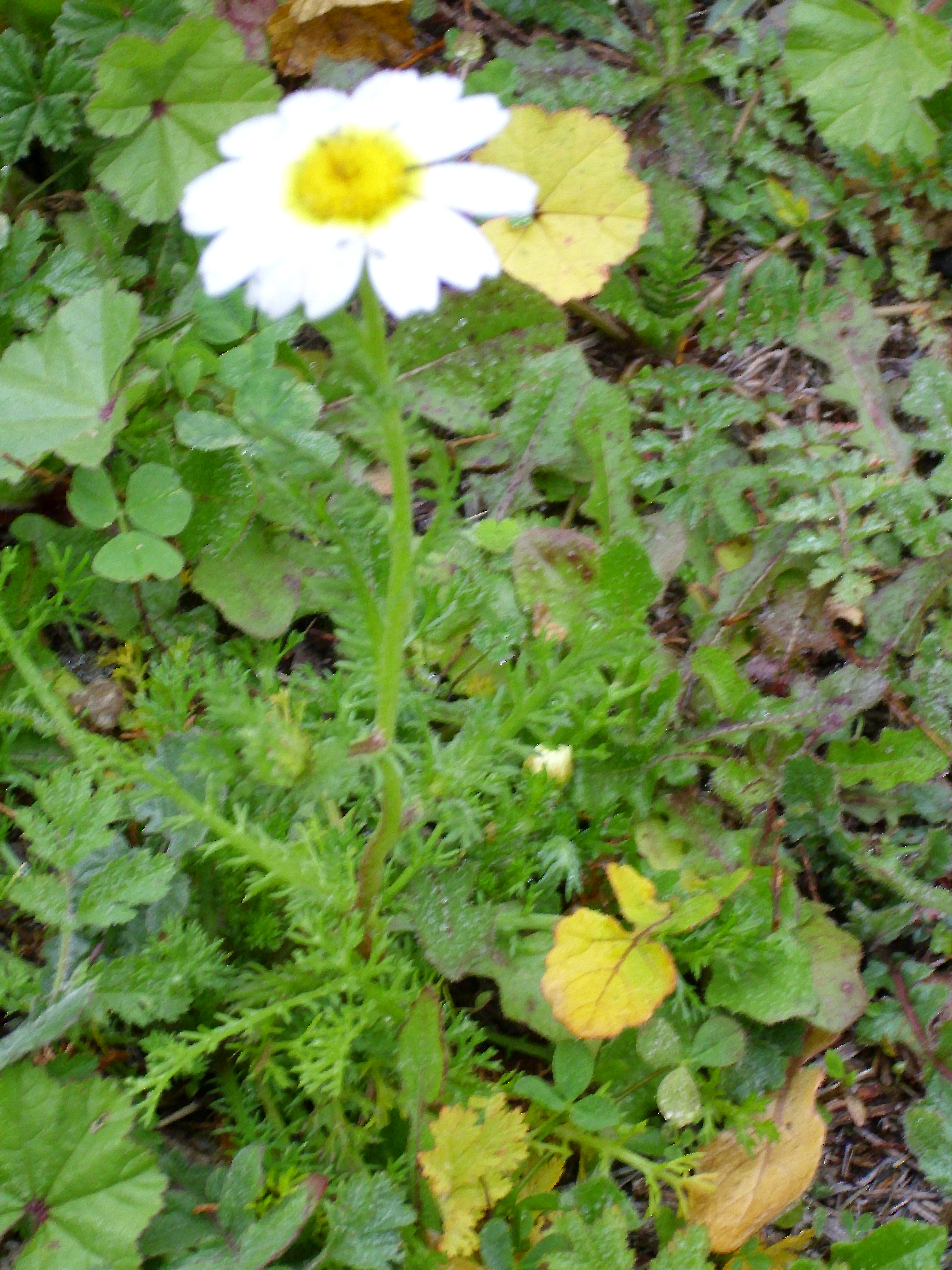
Il portamento
Mauranthemum decipiens

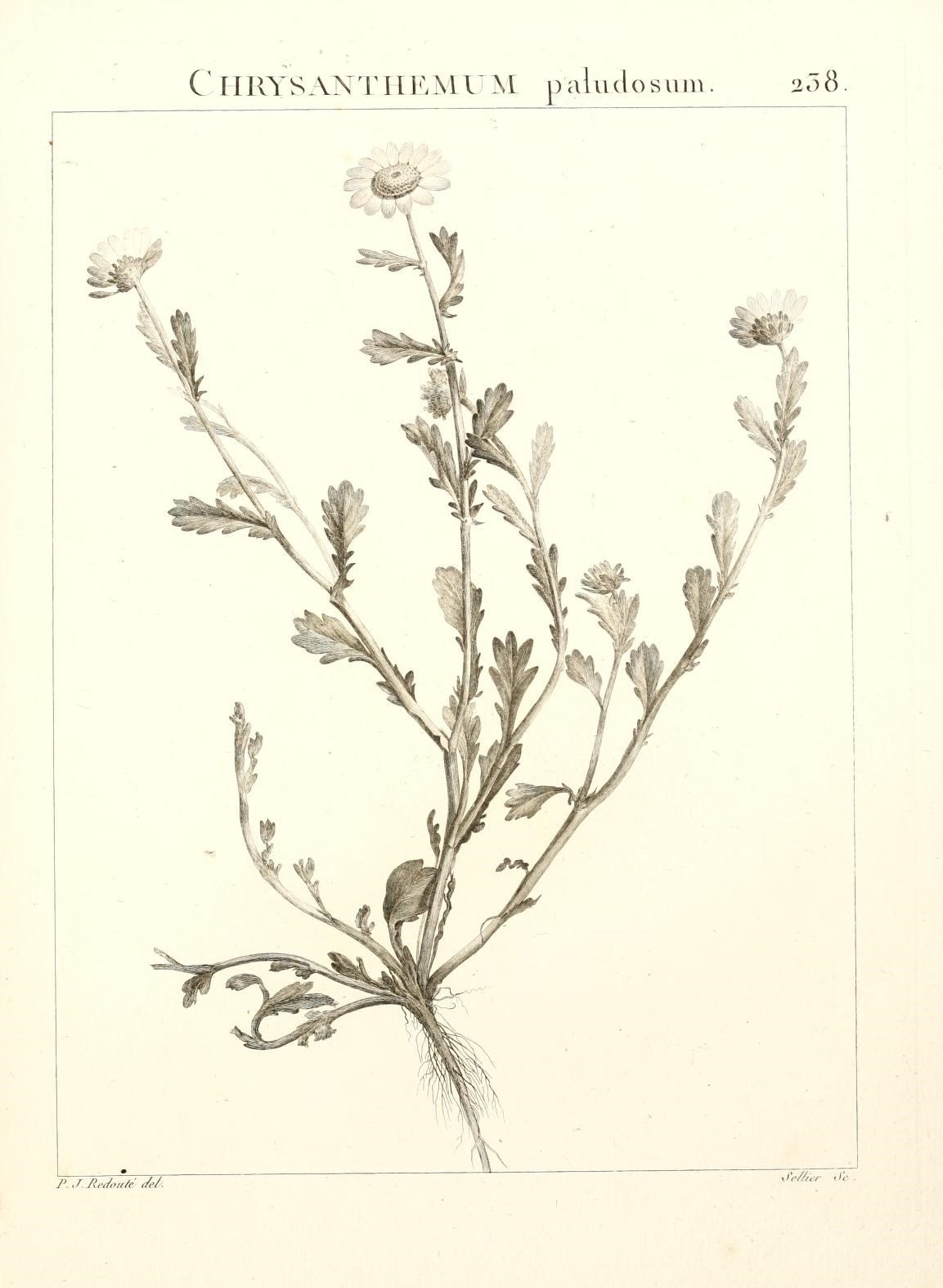
Le foglie
Mauranthemum paludosum

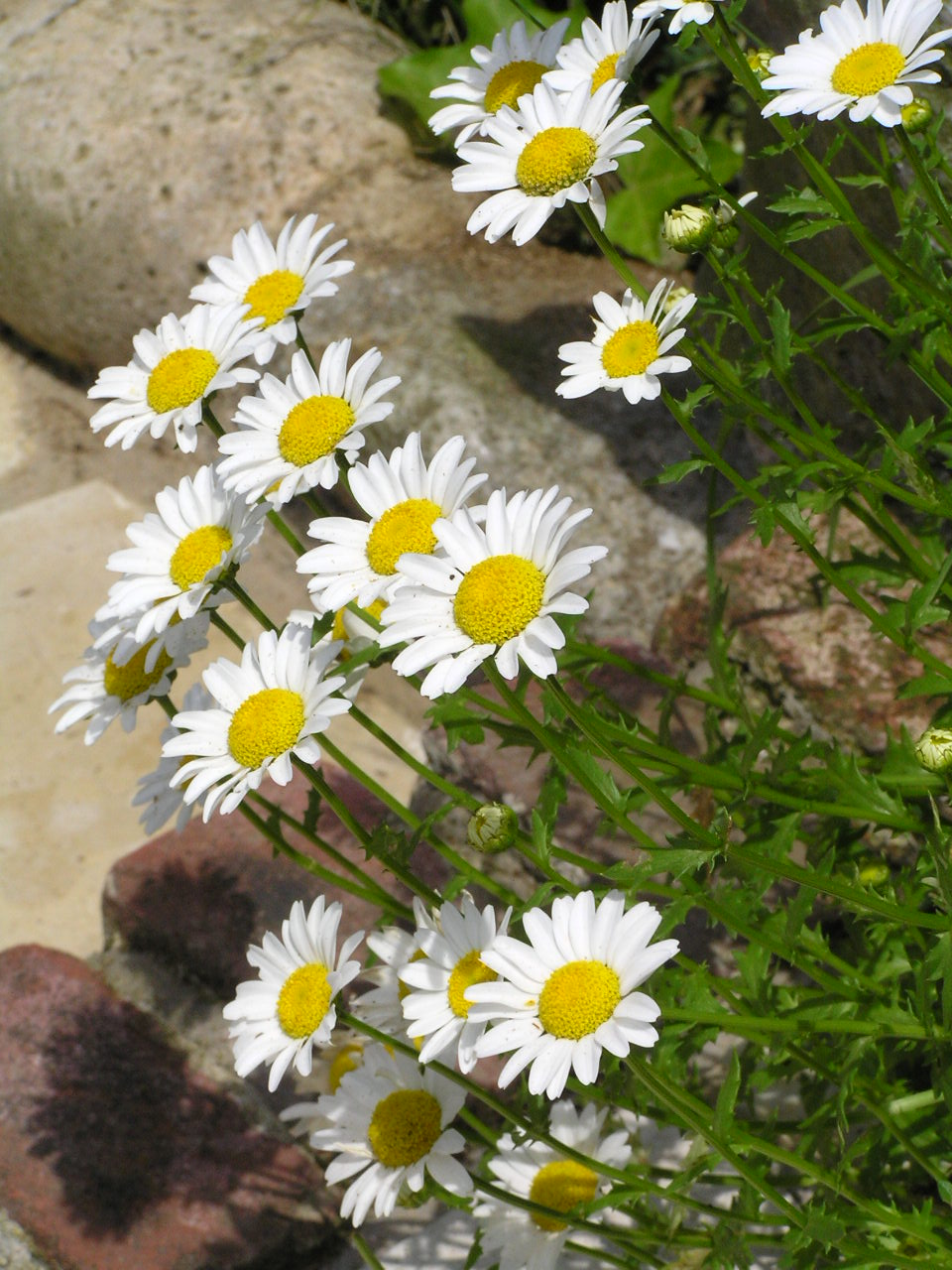
Infiorescenza
Mauranthemum paludosum

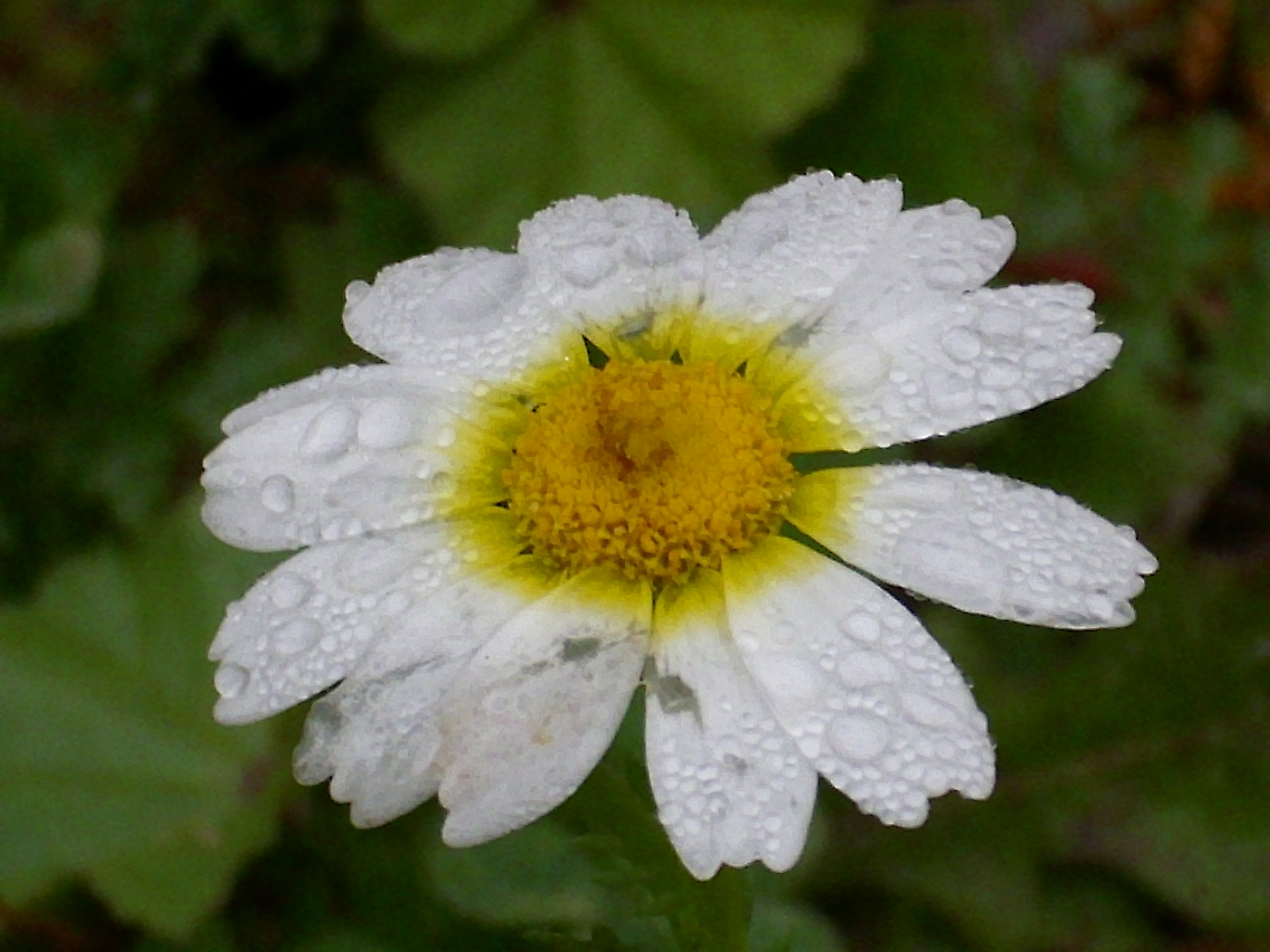
I fiori
Mauranthemum decipiens

Portamento. Le specie di questo genere sono erbe annuali, raramente perenni, e glabre.
Fusto. La parte aerea in genere è eretta, semplice o ramosa. 
Foglie. Le foglie sono disposte in modo alterno con lamina da dentata a lobata (fino a 2-pennatosette). 
Infiorescenza. Le sinflorescenze sono formate da capolini solitari. Le infiorescenze vere e proprie sono composte da un capolino terminale peduncolato di tipo radiato. I capolini sono formati da un involucro, con forme emisferiche, composto da diverse brattee, al cui interno un ricettacolo fa da base ai fiori di due tipi: fiori del raggio e fiori del disco. Le brattee, piatte, a consistenza erbacea, con margini scariosi chiairi (ialini) o scuri, sono disposte in modo più o meno embricato su più serie (da 3 a 4). Il ricettacolo, conico, è privo di pagliette.
Fiori.  I fiori sono tetra-ciclici (formati cioè da 4 verticilli: calice – corolla – androceo – gineceo) e pentameri (calice e corolla formati da 5 elementi). Si distinguono in:
- fiori del raggio (esterni): sono femminili, fertili e sono disposti su una serie; la forma è ligulata (zigomorfa); a volte possono essere neutri o sterili;
- fiori del disco (centrali): sono più numerosi con forme brevemente tubulose (attinomorfe); sono ermafroditi e fertili.

- Formula fiorale:

*/x K {\displaystyle \infty }, [C (5), A (5)], G 2 (infero), achenio
- Calice: i sepali del calice sono ridotti ad una coroncina di squame.

- Corolla:

- fiori del raggio: la forma della corolla alla base è più o meno tubulosa-imbutiforme, mentre all'apice è ligulata; la ligula può terminare con alcuni denti; il colore in genere è bianco talvolta giallo alla base;
- fiori del disco: la forma è tubulare bruscamente divaricata in 5 lobi; i lobi, patenti o eretti, hanno una forma deltata o più o meno lanceolata; i colori sono giallo e varietà di giallo.

- Androceo: l'androceo è formato da 5 stami (alternati ai lobi della corolla) sorretti da filamenti generalmente liberi a forma di balaustra; gli stami sono connati e formano un manicotto circondante lo stilo. Le antere possono essere sia di tipo basifissa che medifissa. Il tessuto endoteciale (rivestimento interno dell'antera) non è polarizzato. Il polline è sferico con un diametro medio di circa 25 micron;  è tricolporato (con tre aperture sia di tipo a fessura che tipo isodiametrica o poro) ed è echinato (con punte sporgenti).

- Gineceo: l'ovario è infero uniloculare formato da 2 carpelli. Lo stilo (il recettore del polline) è profondamente bifido (con due stigmi divergenti) e con le linee stigmatiche marginali separate o contigue. I due bracci dello stilo hanno una forma troncata e possono essere papillosi o ricoperti da ciuffi di peli.

Frutti. I frutti sono degli acheni con sezione trasversale da ellissoide a obovoide, con 10 nervature (coste) longitudinali e con apice arrotondato e ricoperto a una coroncina di squame scariose (ma spesso la sommità è nuda). Nei solchi tra le coste sono presenti dei canali di resina e vari fasci vascolari mucillaginiferi.

## Biologia
Impollinazione: l'impollinazione avviene tramite insetti (impollinazione entomogama tramite farfalle diurne e notturne).

Riproduzione: la fecondazione avviene fondamentalmente tramite l'impollinazione dei fiori (vedi sopra).

Dispersione: i semi (gli acheni) cadendo a terra sono successivamente dispersi soprattutto da insetti tipo formiche (disseminazione mirmecoria). In questo tipo di piante avviene anche un altro tipo di dispersione: zoocoria. Infatti gli uncini delle brattee dell'involucro (se presenti) si agganciano ai peli degli animali di passaggio disperdendo così anche su lunghe distanze i semi della pianta. Inoltre per merito del pappo (se presente) il vento può trasportare i semi anche a distanza di alcuni chilometri (disseminazione anemocora).

## Distribuzione e habitat
Le specie di questo genere sono distribuite in Spagna e Africa mediterranea occidentale.

## Sistematica
La famiglia di appartenenza di questa voce (Asteraceae o Compositae, nomen conservandum) probabilmente originaria del Sud America, è la più numerosa del mondo vegetale, comprende oltre 23.000 specie distribuite su 1.535 generi, oppure 22.750 specie e 1.530 generi secondo altre fonti (una delle checklist più aggiornata elenca fino a 1.679 generi). La famiglia attualmente (2021) è divisa in 16 sottofamiglie; la sottofamiglia Asteroideae è una di queste e rappresenta l'evoluzione più recente di tutta la famiglia.

### Filogenesi
Il gruppo di questa voce è descritto nella tribù Anthemideae, una delle 21 tribù della sottofamiglia Asteroideae). In base alle ultime ricerche nella tribù sono stati individuati (provvisoriamente) 4 principali lignaggi (o cladi): "Southern hemisphere grade", "Asian-southern African grade", "Eurasian grade" e "Mediterranean clade". Il genere  Mauranthemum  (insieme alla sottotribù Leucantheminae ) è incluso nel Mediterranean clade..
I caratteri distintivi del genere sono:
- il lembo dei fiori del raggio è bianco con base gialla;
- gli acheni, lunghi 1 mm, hanno 10 coste longitudinali con condotti di resina fra le coste;
- le coste degli acheni alla base non sono fuse in un callo.

Il numero cromosomico delle specie di questo genere è: 2n = 18.
In base all'"orologio molecolare", questo genere ha iniziato a divergere circa 2 milioni di anni fa.

### Elenco delle specie
Questo genere ha 4 specie:
- Mauranthemum decipiens (Pomel) Vogt & Oberpr.
- Mauranthemum gaetulum  (Batt.) Vogt & Oberpr.
- Mauranthemum paludosum  (Poir.) Vogt & Oberpr.
- Mauranthemum reboudianum  (Pomel) Vogt & Oberpr.

### Sinonimi
Sono elencati alcuni sinonimi per questa entità:
- Leucoglossum B.H.Wilcox, K.Bremer & Humphries

### Specie spontanee italiane
Elenco delle specie di Mauranthemum presenti in Italia:
- Mauranthemum paludosum  (Poir.) Vogt & Oberpr. - Margherita di palude: l'altezza massima della pianta è di 10 - 20 cm; il ciclo biologico è annuo; la forma biologica è terofita scaposa (T scap); in Italia è spesso coltivata per ornamento.